# Twierdzenie Thue-Siegela-Rotha
Twierdzenie Rotha lub Thuego-Siegela-Rotha – jedno z podstawowych twierdzeń z dziedziny aproksymacji diofantycznej liczb algebraicznych. Niech α będzie liczbą algebraiczną, a ε dowolną liczbą dodatnią. Twierdzenie Rotha stwierdza, że nierówność:
{\displaystyle \left|\alpha -{\frac {p}{q}}\right|<q^{-(2+\epsilon )}}
ma jedynie skończenie wiele rozwiązań w liczbach względnie pierwszych p i q.
Wynik ten, uzyskany w roku 1955 przez Klausa Rotha jest zwieńczeniem serii twierdzeń uzyskanych przez jego poprzedników, Axela Thuego i Carla Siegela.
Twierdzenie Rotha pozwala sprecyzować pojęcie „dobrej aproksymowalności” liczby rzeczywistej liczbami wymiernymi – liczby algebraiczne są zdecydowanie źle aproksymowalne.
Ponieważ odpowiednich rozwiązań nierówności Rotha jest tylko skończenie wiele, można tak dobrać liczbę C(ε), by nierówność
{\displaystyle \left|\alpha -{\frac {p}{q}}\right|>C(\epsilon )q^{-(2+\epsilon )}}
była zawsze spełniona. Z drugiej strony, z twierdzenia Dirichleta o aproksymacji diofantycznej wiadomo, że dla dowolnej liczby niewymiernej α nierówność
{\displaystyle \left|\alpha -{\frac {p}{q}}\right|<q^{-2}}
ma nieskończenie wiele rozwiązań w liczbach względnie pierwszych p i q, co oznacza, że rezultatu Rotha nie da się już poprawić. Warto przypomnieć, że oryginalny wynik Thuego z 1909 roku zawierał w wykładniku po prawej stronie nierówności wielkość −(½d + 1 + ε), gdzie d > 2 jest oznacza stopień liczby α.
Istnieje również wielowymiarowa wersja twierdzenia Rotha oraz pewne jego uogólnienia na przypadek liczb p-adycznych.